# Frank Grillo
Frank Anthony Grillo (ur. 8 czerwca 1965 w Nowym Jorku) – amerykański aktor telewizyjny i filmowy. Grywał agentów, detektywów i policjantów.

## Życiorys

### Wczesne lata
Urodził się w Nowym Jorku jako najstarszy z trójki synów. Jego rodzina była pochodzenia włoskiego (Kalabria). Wychował się w Bronxie i w hrabstwie Rockland w stanie Nowy Jork. Podczas nauki w liceum występował w wielu szkolnych przedstawieniach. Stał się również utalentowanym sportowcem, a jego marzeniem było uprawiać profesjonalnie sport. W 1991 zaczął ćwiczyć brazylijskie jiu-jitsu pod kierunkiem Ricksona Gracie i posiada brązowy pas. Ukończył studia na Uniwersytecie Nowojorskim na wydziale biznesu. Spędził rok na Wall Street, zanim został poproszony o zrobienie reklamy piwa Miller Brewing Company.

### Kariera
Pojawił się w reklamach dla takich firm jak American Express, dezodorantu Sure i Miller Genuine Draft. Na przełomie lat 80. i 90. był też modelem fitness, był prezentowany w takich magazynach jak „Men’s Workout” czy „Exercise & Health”.
Debiutował na ekranie w roli detektywa Grogana w dramacie sensacyjnym Śmiertelni wrogowie (Deadly Rivals, 1993) u boku Andrew Stevensa, Francesco Quinna i Margaux Hemingway. Od maja 1996 do marca 1999 występował jako Hart Jessup w operze mydlanej CBS Guiding Light. Miał także role w innych serialach telewizyjnych i filmach, w tym Battery Park (2000) jako Anthony Stigliano i ABC Ślepa sprawiedliwość (Blind Justice, 2005) jako detektyw Marty Russo. Stał się rozpoznawalny dzięki roli prawnika Nicka Savrinn w jednym sezonie serialu Skazany na śmierć (Prison Break, 2005−2006).
W 2013 zdobył nominację do nagrody Chainsaw za postać Johna Diaza, który wraz z grupą innych mężczyzn przetrwał katastrofę lotniczą na Alasce, w dramacie sensacyjno-przygodowym Przetrwanie (The Grey, 2011) u boku Liama Neesona i Dermota Mulroneya. W filmie Marvel Comics Kapitan Ameryka: Zimowy żołnierz (Captain America: The Winter Soldier, 2014) wystąpił jako czarny charakter Brock Rumlow, dowódca T.A.R.C.Z.Y. kierujący jednostką antyterrorystyczną S.T.R.I.K.E. W lipcu 2014 trafił na okładkę magazynu „Backstage”, a w maju 2016 był na okładce indonezyjskiej edycji magazynu „Da Man”. Znalazł się w obsadzie dreszczowca kryminalnego The Gateway (2021) u boku Bruce’a Derna. Został obsadzony w głównej roli dreszczowca Operacja Seawolf (Operation Seawolf, 2022) z Dolphem Lundgrenem, akcja rozgrywa się pod koniec  II wojny światowej, gdy dowództwo niemieckie, świadome tego, że III Rzesza jest bliska kapitulacji, wysyła dowódcę jednego z ocalałych U-Bootów z samobójczą misją, która może odwrócić losy wojny; łódź ma przedostać się wschodnie wybrzeże USA i zaatakować Nowy Jork.

## Życie prywatne
W latach 1991–1998 był żonaty z Kathy Grillo. Mają syna Remy’ego (ur. 1997). 28 października 2000 poślubił Wendy Moniz, z którą ma dwóch synów – Liama (ur. w sierpniu 2004) i Rio Josepha (ur. 25 stycznia 2008). W lutym 2020 doszło do separacji. W 2021 związał się z australijską aktorką i modelką Nicky Whelan.

## Filmografia
| Rok       | film fabularny/serial TV                      | Rola                      |
| --------- | --------------------------------------------- | ------------------------- |
| 1993      | Śmiertelni wrogowie (Deadly Rivals)           | detektyw Grogan           |
| 1993      | Jedwabne pończoszki (Silk Stalkings)          | Franco LaPuma             |
| 1996      | Deadly Charades                               | Vince Carlucci            |
| 1996      | Mroczne dziedzictwo (Poltergeist: The Legacy) | Jerry Tate                |
| 1997–1999 | Guiding Light (The Guiding Light)             | Hart Jessup #5            |
| 1999      | Wasteland                                     | Cliff Dobbs               |
| 2000      | Battery Park                                  | Anthony Stigliano         |
| 2002      | Ostrożnie z dziewczynami (The Sweetest Thing) | Andy                      |
| 2002      | Simplicity (film krótkometrażowy)             | generał                   |
| 2002      | Raport mniejszości (Minority Report)          | policjant                 |
| 2002      | Fiona (TV)                                    |                           |
| 2002      | Prawo i porządek: sekcja specjalna            | Frank Barbarossa          |
| 2002      | Hunter: Return to Justice (TV)                | detektyw Terence Gillette |
| 2002–2003 | The Shield: Świat glin (The Shield)           | oficer Paul Jackson       |
| 2002–2003 | For the People                                | detektyw J.C. Hunter      |
| 2004      | Bez pardonu (The District)                    | Vince Dymecki             |
| 2005      | Ślepa sprawiedliwość (Blind Justice)          | detektyw Marty Russo      |
| 2005−2006 | Skazany na śmierć (Prison Break)              | Nick Sarvinn              |
| 2006      | Hollis & Rae (TV)                             | detektyw Henry Callaway   |
| 2006      | CSI: Kryminalne zagadki Las Vegas             | Gary Sinclair             |
| 2007      | Raw Footage (film krótkometrażowy)            | Ben Chaffin               |
| 2007      | CSI: Kryminalne zagadki Nowego Jorku          | Jimmie Davis              |
| 2007      | Las Vegas                                     | Jeremy Shapiro            |
| 2007      | Bez śladu (Without a Trace)                   | Neil Rawlings             |
| 2007      | Punkt krytyczny (The Kill Point)              | Pan Pig / Albert Roman    |
| 2008      | Blue Blood (TV)                               | sierżant Quarry           |
| 2008      | W cieniu chwały (Pride and Glory)             | Eddie Carbone             |
| 2008      | iMurders                                      | Joe Romano                |
| 2008      | The Madness of Jane (TV)                      | dr Oliver Cornbluth       |
| 2009      | Olhos Azuis                                   | Bob Estevez               |
| 2009      | Prawo i porządek: sekcja specjalna            | Mark Van Kuren            |
| 2010      | Zbaw mnie ode złego (My Soul to Take)         | detektyw Frank Patterson  |
| 2010      | The Gates: Za bramą tajemnic                  | komendant Nick Monohan    |
| 2010      | Furia (Edge of Darkness)                      | agent One                 |
| 2010      | Mother’s Day                                  | Daniel Sohapi             |
| 2011      | Wojownik (Warrior)                            | Frank Campana             |
| 2011      | Breakout Kings                                | agent Stoltz              |
| 2011      | Przetrwanie (The Grey)                        | Diaz                      |
| 2012      | Żądze i pieniądze (Lay the Favorite)          | Frankie                   |
| 2012      | Bogowie ulicy (End of Watch)                  | Sarge                     |
| 2012      | Wróg numer jeden (Zero Dark Thirty)           | Squadron komandor oficer  |
| 2012      | Disconnect                                    | Mike Dixon                |
| 2013      | Zdarzenie (Collision)                         | Scott Dolan               |
| 2013      | Mary and Martha (TV)                          | Peter                     |
| 2013      | W obronie własnej (Homefront)                 | Cyrus Hanks               |
| 2013      | Gangster Squad. Pogromcy mafii                | Russo                     |
| 2014      | Noc oczyszczenia: Anarchia                    | sierżant                  |
| 2014      | Kapitan Ameryka: Zimowy żołnierz              | Brock Rumlow              |
| 2014–2016 | Kingdom                                       | Alvey Kulina              |
| 2016      | Noc oczyszczenia: Czas wyboru                 | Leo Barnes                |
| 2016      | Kapitan Ameryka: Wojna bohaterów              | Brock Rumlow / Crossbones |
| 2019      | Piekło na granicy (Hell on the Border)        | Bob Dozier                |